# Ulf G. Johnsson
Ulf Gudmar Johnsson (* 3. November 1929 im Stockholmer Stadtteil Södermalm) ist ein schwedischer Schauspieler und Autor. 

## Leben und Wirken
Ulf G. Johnsson stand im Laufe seiner Schauspielkarriere für nur wenige Film- und Fernsehproduktionen vor der Kamera. In Deutschland wurde sein Gesicht dennoch bekannt durch seine Darstellung des trotteligen Dorfpolizisten Kling in der bis heute beliebten Fernsehserie Pippi Langstrumpf (1969) an der Seite von Inger Nilsson. Im Anschluss an seine Rolle in Pippi Langstrumpf stand er erst wieder im Jahr 2000 vor der Kamera: Er spielte in der Komödie Naken, die 2017 in den USA von Netflix neuverfilmt wurde, eine Nebenrolle. Naken blieb Johnssons letzter Filmauftritt.
Seit den 1970er-Jahren trat Johnsson als Autor von mehreren kunsthistorischen Büchern in Erscheinung. So veröffentlichte er 1998 das Buch Masterpieces from Gripsholm Castle über die Gemälde im Schloss Gripsholm in englischer Sprache. Außerdem soll Johnsson laut Schwedischer Filmdatenbank auch als Komponist gearbeitet haben. Er lebt heute in Stockholm.

## Filmografie
- 1963: Svenska öden (Fernseh-Miniserie, eine Folge)
- 1965: Modiga mindre män
- 1967: Mosebacke Monarki (Fernsehserie)
- 1969: Pippi Langstrumpf (Pippi Långstrump, Fernsehserie)
- 1969: Pippi geht von Bord (Pippi Långstrump, Zusammenschnitt der Fernsehserie)
- 1969: Pippi Langstrumpf (Pippi Långstrump, Zusammenschnitt der Fernsehserie)
- 2000: Naken